# Longchamp-sur-Aujon
Longchamp-sur-Aujon é uma comuna francesa na região administrativa de Grande Leste, no departamento de Aube. Estende-se por uma área de 16,39 km². Em 2010 a comuna tinha 419 habitantes (densidade: 25,6 hab./km²). É banhada pelo rio Aujon, afluente do rio Aube.